# 1817 na política

## Eventos
- 6 de março - Inicia-se a Revolução Pernambucana no Brasil contra o domínio português.
- 10 de dezembro - Mississipi torna-se o 20º estado norte-americano.

## Nascimentos
| Data          | Nome                                | Profissão                                                                             | Nacionalidade          | Observações | Ref |
| ------------- | ----------------------------------- | ------------------------------------------------------------------------------------- | ---------------------- | ----------- | --- |
| 7 de julho    | Christen Andreas Fonnesbech         | primeiro-ministro da Dinamarca                                                        | Dinamarca              | m. 1880     |     |
| 23 de outubro | Anselmo José Braamcamp              | ministro do Interior e das Finanças e Presidente do Conselho de Ministros de Portugal | Reino de Portugal      | m. 1885     |     |
| 7 de setembro | Luísa de Hesse-Cassel               | rainha da Dinamarca                                                                   | Confederação Germânica | m. 1898     |     |
| 8 de dezembro | Christian Emil Krag-Juel-Vind-Frijs | primeiro-ministro da Dinamarca                                                        | Dinamarca              | m. 1896     |     |

## Mortes
| Data | Nome | Profissão | Nacionalidade | Observações | Ref |
| ---- | ---- | --------- | ------------- | ----------- | --- |